# Jean David (Maler)

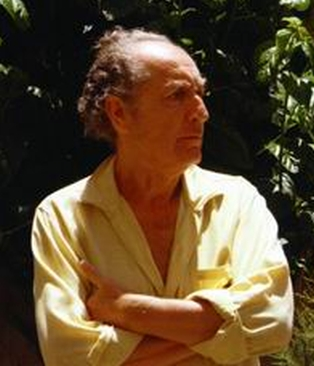
Jean David

Jean David  (* 16. Dezember 1908 in Bukarest, Rumänien; † 26. März 1993 in Tel Aviv, Israel) war ein rumänisch-israelischer Maler und Grafiker, spezialisiert auf Gebrauchsgrafik.

## Leben
Jean David begann im Alter von 15 Jahren mit der Malerei. Er studierte Kunst von 1927 bis 1933 in Paris. Im Jahr 1942 floh er aus Rumänien vor der Verfolgung der jüdischen Bevölkerung nach Britisch-Zypern. Er diente von 1944 bis 1947 in der britischen Kriegsmarine. Nach dem Zweiten Weltkrieg ließ er sich 1948 in Israel nieder. Er entwarf Plakate, schuf Wanddekorationen und gestaltete Produkte für die Industrie. Jean David arbeitete viele Jahre als Berater der Israelischen Regierung für Fragen der industriellen Formgebung.
Im Jahr 1964 wurden Arbeiten von ihm (Entwürfe für Spielkarten mit biblischen Motiven für die Fluggesellschaft El Al) auf der documenta III in Kassel in der Abteilung Graphik gezeigt.